# WTA Mumbai Open 2025
Il WTA Mumbai Open 2025, chiamato anche L&T Mumbai Open 2025 per motivi di sponsorizzazione, è un torneo professionistico di tennis femminile giocato sul cemento. È la 4ª edizione del torneo, facente parte della categoria WTA 125 nell'ambito del WTA 125 2025. Si gioca al Cricket Club of India di Mumbai in India dal 3 al 9 febbraio 2025.

## Partecipanti al singolare

### Teste di serie
| Nazionalità | Giocatrice                | Ranking* | Testa di serie |
| ----------- | ------------------------- | -------- | -------------- |
| Germania    | Tatjana Maria             | 84       | 1              |
| Canada      | Rebecca Marino            | 102      | 2              |
| Slovacchia  | Anna Karolína Schmiedlová | 115      | 3              |
| Lettonia    | Darja Semeņistaja         | 121      | 4              |
| Svizzera    | Jil Teichmann             | 128      | 5              |
| Giappone    | Nao Hibino                | 124      | 6              |
| Francia     | Léolia Jeanjean           | 131      | 7              |
| Thailandia  | Mananchaya Sawangkaew     | 132      | 8              |

* Ranking al 27 gennaio 2025.

### Altre partecipanti
Le seguenti giocatrici hanno ricevuto una wild card per il tabellone principale:
- Vaishnavi Adkar
- Shrivalli Bhamidipaty
- Ankita Raina
- Sahaja Yamalapalli

Le seguenti giocatrici sono passate dalle qualificazioni:
- Aleksandra Krunić
- Maaya Rajeshwaran Revathi
- Tina Nadine Smith
- Mei Yamaguchi

Le seguenti giocatrici sono entrate in tabellone come lucky loser:
- Jessica Failla
- Petra Marčinko
- Iryna Šymanovič

### Ritiri
Prima del torneo
- Tatjana Maria → sostituita da  Petra Marčinko
- Lily Miyazaki → sostituita da  Iryna Šymanovič
- Kathinka von Deichmann → sostituita da  Jessica Failla

## Partecipanti al doppio

### Teste di serie
| Nazione     | Giocatrice          | Nazione | Giocatrice           | Rank1 | Seed |
| ----------- | ------------------- | ------- | -------------------- | ----- | ---- |
| Giappone    | Nao Hibino          | Georgia | Oksana Kalašnikova   | 173   | 1    |
|             | Amina Anšba         |         | Elena Pridankina     | 219   | 2    |
| Regno Unito | Eden Silva          |         | Anastasija Tichonova | 240   | 3    |
| Italia      | Nicole Fossa Huergo | Italia  | Camilla Rosatello    | 253   | 4    |

* Ranking al 27 gennaio 2025.

### Altre partecipanti
La seguente coppia di giocatrici ha ricevuto una wild card per il tabellone principale:
- Shrivalli Bhamidipaty /  Riya Bhatia

## Campionesse

### Singolare
Jil Teichmann ha sconfitto in finale  Mananchaya Sawangkaew con il punteggio di 6-3, 6-4.

### Doppio
Amina Anšba /  Elena Pridankina hanno sconfitto in finale  Arianne Hartono /  Prarthana Thombare con il punteggio di 7-6(4), 2-6, [10-7].